# Хориоидеа

1 — Склера. 2 — Сосудистая оболочка. 3 — Канал Шлемма. 4 — Корень радужки. 5 — Роговица. 6 — Радужка. 7 — Зрачок. 8 — Передняя камера глаза. 9 — Задняя камера глаза. 10 — Цилиарное тело. 11 — Хрусталик. 12 — Стекловидное тело. 13 — Сетчатка. 14 — Зрительный нерв. 15 — Зонулярные волокна.

Хориоидеа, или хориоидея (лат. chorioidea) — собственно сосудистая оболочка глаза. Хориоидея питает сетчатку и восстанавливает постоянно распадающиеся зрительные вещества. Она расположена под склерой.
Хориоидеа присутствует у всех видов млекопитающих. Капиллярное ложе хориоидеи, то есть хориокапилляры, опосредованно снабжают кислородом и питательными веществами фоторецепторы.
Хориоидея является задним отделом сосудистой оболочки глаза и представлена задними короткими реснитчатыми артериями.

## Строение
Собственно сосудистая оболочка состоит из следующих слоев:
- Надсосудистая пластинка (lamina suprachorioidea) — внешний слой, образованный из эластичной соединительной ткани и пигментированных клеток соединительной ткани.
- Сосудистая пластинка (lamina vasculosa) — содержит большое количество артерий и вен, и, как и предыдущий слой, эластичную соединительную ткань и пигментированные клетки.

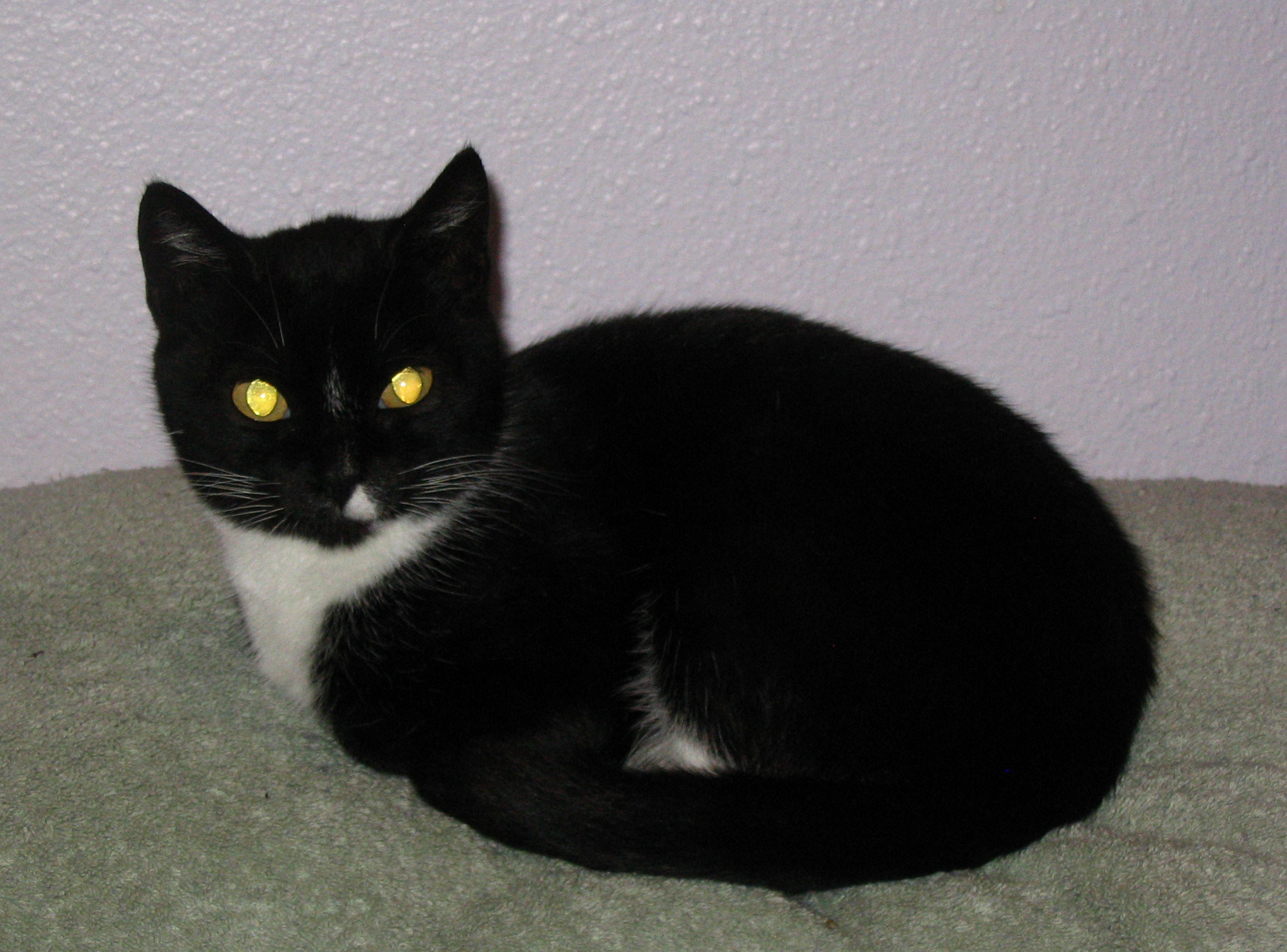
Свечение кошачьих глаз в темноте обусловлено тапетумом

- Тапетум (лат. tapetum lucidum — светящийся коврик) — особый слой хориодеи, присущий, однако, не всем млекопитающим. В частности, у людей, свиней и кроликов этот слой отсутствует. Тапетум представляет собой бедный пигментами участок, локализующийся чаще всего в нижней части глаза. Этот слой состоит либо из сплющенных клеток (напр. у хищников), частично с содержанием кристаллов гуанина (напр. у собак) или волокон соединительной ткани, упорядоченных специальным образом (например у лошадей, жвачных). Эти клетки и волокна вызывают дифракцию и отражение света, выполняя роль «зеркала», и направляют свет повторно на сетчатку. Это приводит к улучшению сумеречного зрения. Тапетум имеет большое значение для тех видов животных, которые активны в сумерках. Тапетум обусловливает и характерное свечение глаз животного в темноте при попадании на него небольшого количества света.
- Сосудисто-капиллярная пластинка (lamina choroidocapillaris) — содержит тонкую капиллярную сеть, которая обеспечивает питание внешних слоев сетчатки.
- Базальная мембрана (мембрана Бруха, lamina basalis) — непосредственно прилегает к пигментному слою сетчатки и образует с ней соединение. Толщина 2-4 мкм.

## Заболевания
Воспаление собственно сосудистой оболочки называется хориоидеитом.